# På grænsen til fred
|  | Denne artikel er oprettet af botten Steenthbot ud fra en ekstern database. Den kan derfor have sproglige fejl eller mangler. Denne skabelon kan fjernes efter kontrol af indholdet. |

På grænsen til fred er en dansk dokumentarfilm fra 2016 instrueret af Anna Steen Hansen og Maiken Stadager Lassen.